# Bajazid II.
Bajazid II. Pravedni (3. prosinca 1447. – 26. svibnja 1512.) bio je osmanski sultan.
Bajazid II. postaje sultan poslije smrti oca Mehmeda II. 3. svibnja 1481. godine. Početak njegove vladavine bio je obilježen borbom za vlast s bratom Džemom koji se sklonio prvo kod ivanovaca na Rod, a zatim i kod pape Klementa VII.
Njegova je vladavina u usporedbi s prethodnicima doba mira, a sultan od sunarodnjaka za svoj način vladanja dobiva nadimak Pravedni, što kraj njegove vladavine uopće ne opravdava. Naime, po tadašnjem Osmanskom zakonu sultana je trebao naslijediti najstariji sin, ali Bajazid je preferirao drugog po starosti Ahmeda. Uvidjevši u očevom kršenju zakona priliku za sebe trećerođeni sin Selim I. je uspio dobiti podršku janjičara i izvršiti državni udar 15. travnja 1512. godine, pogubiti svoju braću i prisiliti oca na abdikaciju. U njegovo vrijeme je vezir bio i veliki Ahmed-paša Hercegović.
Nedugo poslije abdikacije Bajazid II. je otrovan.

## Obitelj
Bajazid je imao barem sedam žena:
- Nigâr – bila je majka sultanije Fatme, sultanije Ajše i princa Korkuta.
- Širin – majka princa Abdullaha i sultanije Aynışah
- Bülbül – Bülbül je rodila Bajazidu sultaniju Hatidže, princa Ahmeda, sultaniju Gevhermülük, princa Mahmuda, sultaniju Šah i sultaniju Hundi.
- Gülbahar II. – majka Selima I.
- Gülruh – bila je majka sultanije Kamerşâh i princa Alemşaha.
- Hüsnüşah – rodila mu je princa Šehinšaha i sultaniju Sultanzade.
- Ferahşad – rodila je sina Mehmeda dok je Bajazid još bio princ.
- Ajše Hatun I – nije imala djece sa sultanom, ali sultan zbog ljepote i ciste duse je nju mnogo voljeo.

| Prethodnik: | Vladar Osmanskog Carstva (1481. – 1512.) | Nasljednik: |
| Mehmed II.  | Vladar Osmanskog Carstva (1481. – 1512.) | Selim I.    |